# Блазјер
Блазјер (фр. Blaziert) насеље је и општина у јужној Француској у региону Миди Пирене, у департману Жерс која припада префектури Кондом.
По подацима из 2011. године у општини је живело 135 становника, а густина насељености је износила 12,31 становника/km². Општина се простире на површини од 10,97 km². Налази се на средњој надморској висини од 134 метара (максималној 222 m, а минималној 111 m).

## Демографија
| 1962. | 1968. | 1975. | 1982. | 1990. | 1999. | 2011. |
| ----- | ----- | ----- | ----- | ----- | ----- | ----- |
| 155   | 200   | 147   | 138   | 121   | 124   | 135   |

График промене броја становника у току последњих година